# 생아룬 분유
생아룬 분유(태국어: แสงอรุณ บุญยู้, 1975년 11월 28일 ~ )은 태국의 여자 가수이다. 1994년 데뷔하여 활동하고 있다.

## 음반 목록

### 앨범
- Kor Moon Mark Mai Yark Rak
- Rak Phang Lang Song Kran